# Bourdanins Kinder
Bourdanins Kinder ist ein Roman von Gertrud Fussenegger (1912–2009), der 2001  bei Langen Müller in München erschienen ist. Der Roman ist eine Fortsetzung der Familiengeschichte, die 1951 in dem Roman Das Haus der dunklen Krüge ihren Anfang genommen hatte.

## Handlung
Das Familienleben im Haus des Rittmeisters Balthasar von Bourdanin in Pilsen ist für  seine zweite Frau Marie, seine beiden Kinder Balthasar und Margarete aus erster Ehe und die mit Marie gemeinsamen Kinder Kläre, Roderich, Luise und Fritz stets überschattet von der kaltherzigen, nahezu brutalen Erziehungsgewalt des Vaters.
Besonders der älteste Sohn Balthasar hat sehr zu leiden. Da er sich zunächst in der Schule durch besonderes Wissen und seine schnelle Auffassungsgabe hervortut, lassen ihn seine Lehrer ein Jahr überspringen. Der Rittmeister ist überwältigt von Stolz auf diesen Erfolg und verkraftet es nicht, dass Balthasar dieser Anforderung nicht gewachsen ist und wieder zurückgestuft wird. Wutentbrannt beginnt der Vater, Balthasar mit nächtlichen Prüfungen zu quälen. Dazu reißt er den Jungen täglich um Mitternacht aus dem Schlaf, um zu überprüfen, ob er den am Tag gelernten Stoff auch beherrscht. Als der junge Balthasar auf die Militärschule in Pressburg kommt, ist er nervlich zerrüttet. Sein Leben endet tragisch durch Selbstmord.
Margarete und Kläre werden beide Lehrerinnen und bleiben unverheiratet. Roderich wird Offizier und ist ein Frauenliebling. Er verbringt den Großteil seines Lebens in Albanien. Auch der jüngste, Fritz, wählt die Militärlaufbahn. Während Roderich leichtlebig und charmant durchs Leben geht, erstarrt Fritz in seinem strengen Gehorsamsglauben. Im Ersten Weltkrieg führt er als Offizier sein Regiment in den Untergang, unfähig, gegen einen Befehl zu handeln, auch wenn der offenkundig unsinnig ist.
Luise studiert Klavier in Prag, muss aber das Studium wegen eines Herzleidens aufgeben. Ähnlich wie Mutter Marie heiratet sie einen Witwer, Arno Preinfalk, der aus erster Ehe zwei Kinder mitbringt. Doch im Gegensatz zu ihrer Mutter, die ein Leben lang unter der Kälte des Rittmeisters zu leiden hatte, findet sie in Arno ihr Glück. Um die Kinder aus erster Ehe vor der Mutter seiner ersten Frau zu schützen, zieht Arno mit seiner Familie nach Galizien. Dort leben sie glücklich bis zum Ausbruch des Ersten Weltkrieges. Arno überlebt den Krieg und zieht danach mit der Familie nach Vorarlberg, da die deutschsprachige Bevölkerung in der neu entstandenen Tschechoslowakei nicht mehr willkommen ist. Lilis und Arnos Tochter Eggi ist das einzige Kind, das der Rittmeister abgöttisch liebt und dem er nicht mit der üblichen Strenge begegnet. Sie wird zur Chronistin der Familiengeschichte.

## Rezension
Eine umfassende Rezension von Dieter Borchmeyer findet sich unter dem Titel Nachklänge der versunkenen Welt in der Frankfurter Allgemeinen Zeitung, 30. Januar 2002, Nr. 25, Seite 42.

## Ausgaben
- Bourdanins Kinder. Roman, 379 Seiten, Langen Müller-Verlag München, 2001, ISBN 3-7844-2827-4